# 佐賀市立諸富南小学校
佐賀市立諸富南小学校（さがしりつ もろどみみなみしょうがっこう）は佐賀県佐賀市諸富町大字為重にある公立小学校。

## 概要
歴史
1874年（明治7年）創立の小学校2校（寺井・野町）が1891年（明治24年）に統合。現校名になったのは2005年（平成17年）。2024年（令和6年）には創立150周年を迎えた。
校章
「小」の文字を図案化したものを背景にして、中央に校名の略称「諸南」の文字（縦書き）を配している。
校歌
1956年（昭和31年）制定。作詞は中島哀浪、作曲は江口芳雄による。歌詞は3番まであり、歌詞中に校名は登場しない。
通学区域
佐賀市諸富町のうち、「大字為重、大字寺井津、大字山領」。中学校区は佐賀市立諸富中学校。

## 沿革
- 1874年（明治7年）6月 - 学制の頒布により、寺井津浮盃の旧・社倉跡に「灌如小学校」を創立し、寺井全津・石塚・為重・上下地区の児童を収容。また福田村の民家を借用し、「静定小学校」を創立し、三重・山領・野町・小杭・福田・太田地区の児童を収容。
- 1877年（明治10年）頃 - 灌如小学校が「寺井小学校」に改称。
- 1879年（明治12年）4月 - 静定小学校を小字野町分に移転し、「野町小学校」に改称。
- 1885年（明治18年）2月 - 野町小学校が、小杭分籠尾に移転。太田地区の児童が転出。
- 1887年（明治20年）3月 - 小学校令施行により、「高等科併置 尋常寺井小学校」（尋常科4年・高等科4年）に改称。
- 1889年（明治22年）
  - 4月1日 - 町村制施行に伴い、佐賀郡3村（寺井津、山領、為重）が合併の上、新北村が成立。
  - 6月 - 北川副村外六ヶ村組合 高等川副小学校（4年制）が創立。
- 1891年（明治24年）5月 - 上記2校（寺井・野町）を統合の上、「新北尋常小学校」に改称。字山領に分教場を設置の上、山領地区の1・2年の児童を収容。高等川副小学校は「川副高等小学校」に改称。
- 1900年（明治33年）4月 - 山領分教場を廃止。
- 1902年（明治35年）- 新北農業補習学校を併置。
- 1908年（明治41年）
  - 4月 - 改正小学校令により、尋常科（義務教育）が4年制から6年制に変更となり、尋常科5年を新設。川副高等小学校は2年制となる。
  - 6月 - 校舎を増築。
- 1909年（明治42年）4月 - 尋常科6年を新設。
- 1911年（明治44年）4月 - 1教室増築。
- 1916年（大正5年）
  - 4月 - 川副高等小学校の廃止に伴い、高等科（2年制）を併置の上、「新北尋常高等小学校」に改称。
  - 10月 - 現在地に新校舎が完成し、移転を完了。
- 1923年（大正12年）12月 - 2教室と特別教室を増築。
- 1924年（大正13年）4月 - 実習田を借り受ける。
- 1925年（大正14年）9月 - 農舎を1棟新築。
- 1926年（大正15年）7月 - 農業補習学校が青年訓練所充当となる。
- 1928年（昭和3年）
  - 2月 - 校門を新設。
  - 11月 - 奉安殿が完成。
- 1935年（昭和10年）6月 - 青年学校令施行により、実業補習学校が「新北実業青年学校」に改称。
- 1938年（昭和13年）
  - 2月9日 - 未明に火災が発生。校舎のほとんどを焼失。再建校舎完成までの間、寺院や地区青年会場を借用して分散授業を実施。
  - 12月 - 校舎を再建。
- 1941年（昭和16年）4月 - 国民学校令施行により、「新北村国民学校」に改称。尋常科を初等科に改める。
- 1947年（昭和22年）4月1日 - 学制改革が行われる。
  - 新北村国民学校の初等科は、新制小学校「新北村立新北小学校」に改組・改称。
  - 新北村国民学校の高等科は、青年学校普通科とともに、新制中学校「新北村立新北中学校」に改組・改称。小学校に併設される。
- 1948年（昭和23年）3月31日 - 青年学校が廃止される。
- 1953年（昭和28年）11月 - 小中兼用の講堂が完成。
- 1955年（昭和30年）3月1日 - 2村（新北・東川副）合併により諸富町が発足。「諸富町立諸富南小学校」・「諸富町立諸富南中学校」に改称。
- 1956年（昭和31年）5月 - 校歌を制定。
- 1959年（昭和34年）8月 - 校舎を増築。
- 1962年（昭和37年）4月 - 諸富町立諸富中学校への統合により、諸富町立諸富南中学校が廃止される。ただし、中学統合校舎が完成するまでの間、「南校舎」として存続。
- 1963年（昭和38年）
  - 4月 - 特殊学級（伸びる学級）を開設。
  - 6月 - ミルク給食を開始。
  - 11月 - 中学統合校舎の完成により、南校舎が廃止の上、小学校に移管される。
- 1964年（昭和39年）6月 - 給食センターが完成し、完全給食を開始。
- 1966年（昭和41年）11月 - プールが完成。
- 1970年（昭和45年）8月 - 旧プールを解体し、新プールが完成。
- 1972年（昭和47年）8月 - 運動場に総合運動遊具を設置。
- 1973年（昭和48年）- 老朽化のため、講堂を解体。
- 1974年（昭和49年）4月 - 体育館が完成。
- 1975年（昭和50年）2月 - 創立100周年記念式典を挙行。
- 1977年（昭和52年）3月 - 校旗を制定。プレハブの図書館が完成。
- 1980年（昭和55年）11月 - 鉄筋コンクリート造3階建ての新校舎が完成。
- 2005年（平成17年）10月1日 - 合併により、「佐賀市立諸富南小学校」（現校名）に改称。

## 交通
最寄りの鉄道駅
- JR九州 長崎本線 「佐賀駅」・「伊賀屋駅」

最寄りの幹線道路
- 佐賀県道48号佐賀外環状線 「諸富南小学校」交差点
- 国道444号 「諸富南小学校南」交差点

## 周辺
- 新川
- 新北神社

## 参考資料
- 「諸富町史 (PDF) 」（1984年（昭和59年3月30日, 諸富町）p.819～p.911 - 佐賀市ウェブサイト

## 関連事項
- 佐賀県小学校一覧